# Wygiełzów (województwo śląskie)
Wygiełzów – wieś w Polsce położona w województwie śląskim, w powiecie zawierciańskim, w gminie Irządze.
| SIMC    | Nazwa      | Rodzaj    |
| ------- | ---------- | --------- |
| 0132960 | Folwark    | część wsi |
| 0132977 | Karczmiska | część wsi |

W dobie Sejmu Wielkiego Wygiełzów należał do powiatu lelowskiego.
W latach 1975–1998 miejscowość należała administracyjnie do województwa częstochowskiego. We wsi znajduje się dwór rodziny Szlichcińskich.

## Nazwa
Nazwę miejscowości w zlatynizowanej staropolskiej formie Wigelzow wymienia w latach (1470–1480) Jan Długosz w księdze Liber beneficiorum dioecesis Cracoviensis. Jako właściciela Długosz wymienia Stanisława Pukarzowskiego.

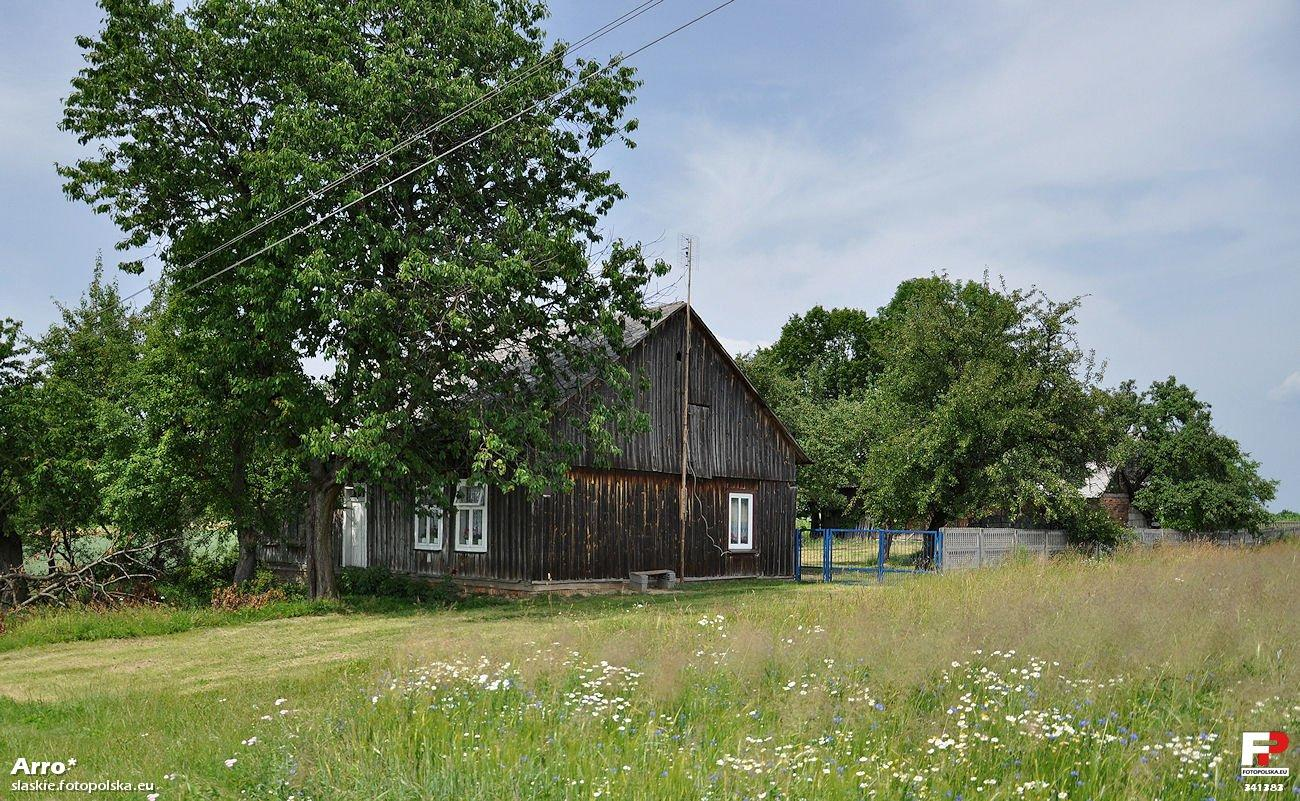
Drewniany dom